# Daniel Bedingfield
Daniel John Bedingfield (Nova Zelândia, 3 de dezembro de 1979), é um cantor e compositor de música pop.
Aos 11 anos, formou a banda DNA Algorithm com as suas duas irmãs Natasha e Nikola,  continando com a banda até os 18 anos. Foi também com 18 anos que escreveu uma canção para uma namorada, a canção "Gotta Get Thru This". Mal sabia ele que se iria tornar um super êxito, principalmente no Reino Unido.

## Discografia

### Álbuns
| Informação do álbum |
| --- |
| Gotta Get Thru This - Released:- 27 de Agosto, 2002 - Top Vendas:-#2 RU, #41 EUA, #86 AUS - Singles:- - Gotta Get Thru This - James Dean (I Wanna Know) - If You're Not The One - I Can't Read You - Never Gonna Leave Your Side - Friday |
| Second First Impression - Released:- Novembro de 2004 - TOP Vendas:- #8 RU - Singles:- - Nothing Hurts Like Love - Wrap My Words Around You - The Way                                                                                     |

### Singles
| Ano  | Título                        | Top vendas | Top vendas | Top vendas | Top vendas | Álbum                   |
| Ano  | Título                        | RU         | IRL        | AUS        | EUA        | Álbum                   |
| ---- | ----------------------------- | ---------- | ---------- | ---------- | ---------- | ----------------------- |
| 2001 | "Gotta Get Thru This"         | 1          | 15         | 10         | 10         | Gotta Get Thru This     |
| 2002 | "James Dean (I Wanna Know)"   | 4          | -          | 19         | -          | Gotta Get Thru This     |
| 2002 | "If You're Not The One"       | 1          | 2          | 14         | 15         | Gotta Get Thru This     |
| 2003 | "I Can't Read You"            | 6          | -          | -          | -          | Gotta Get Thru This     |
| 2003 | "Never Gonna Leave Your Side" | 1          | 11         | 30         | 56         | Gotta Get Thru This     |
| 2003 | "Friday"                      | 28         | -          | -          | -          | Gotta Get Thru This     |
| 2004 | "Nothing Hurts Like Love"     | 3          | 30         | -          | 89         | Second First Impression |
| 2005 | "Wrap My Words Around You"    | 12         | 30         | -          | -          | Second First Impression |
| 2005 | "The Way                      | 41         | -          | DNC        | -          | Second First Impression |

### Outros singles
| Ano  | Título                                       | Top vendas | Top vendas |
| Ano  | Título                                       | UK         | AUS        |
| ---- | -------------------------------------------- | ---------- | ---------- |
| 2004 | "Do They Know It's Christmas?" - Band Aid 20 | 1          | 9          |